# Kurt Ramien
Kurt Ramien (* 3. Oktober 1889 in Harburg; † 8. September 1939 in Kiel) war ein deutscher Konteradmiral.

## Leben
Ramien trat am 1. April 1908 als Seekadett in die Kaiserliche Marine ein und kam nach Absolvierung seiner Grundausbildung auf dem Großen Kreuzer Freya an die Marineschule. Nach bestandener Ausbildung erfolgte seine Versetzung an Bord des Linienschiffes Kaiser Wilhelm II. und hier wurde Ramien am 27. September 1911 zum Leutnant zur See befördert. Vom 1. April 1912 bis 30. März 1914 versah er seinen Dienst auf dem Großen Kreuzer Hansa. Anschließend wurde er als Erster Offizier auf dem Aviso Pfeil versetzt und verblieb nach Ausbruch des Ersten Weltkriegs dort. Am 19. September 1914 war er Oberleutnant zur See geworden. Von August bis November 1915 absolvierte Ramien eine U-Boot-Ausbildung und wurde im Anschluss der U-Flottille Flandern zugeteilt. Zunächst fuhr er als Erster Wachoffizier auf UB 11 und erhielt ab 14. April 1916 sein eigenes Kommando mit UC 1, das er bis zum 31. August 1916 führte. Anschließend übernahm er am 6. November 1916 UC 48 und darauf am 31. Dezember 1917 UB 109. Am 28. April 1918 erfolgte seine Beförderung zum Kapitänleutnant. Unter seiner Führung wurden von den genannten U-Booten 57 Schiffe mit einer Gesamttonnage von 103.607 BRT versenkt. Am 30. August 1918 geriet er in Flandern in britische Kriegsgefangenschaft, aus der er am 4. Januar 1920 entlassen wurde.
Nach seiner Rückkehr nach Deutschland und der Übernahme in die Reichsmarine, wurde Ramien zunächst als Kompaniechef in der IV. Marineartillerieabteilung in Cuxhaven verwendet. Ab September 1923 war er als Ausbilder an der Torpedo- und Nachrichtenschule in Flensburg. Ab September 1926 war er Chef der 1. Minensuchflottille. Hier beförderte man ihn am 1. April 1927 zum Korvettenkapitän. Im September 1929 wurde er für ein Jahr zur Verfügung des Chefs der Marinestation der Ostsee gestellt, ehe er am 20. August 1930 zur weiteren Verwendung dem Marinekommandoamt zugeteilt und am 1. Oktober 1932 zum Fregattenkapitän befördert wurde. Am 2. Oktober 1933 erfolgte seine Ernennung zum Führer der Minensuchboote, und als solcher wurde er am 1. Oktober 1934 Kapitän zur See. Ramien übernahm dann am 1. Juni 1937 innerhalb der Inspektion des Torpedo- und Minenwesens als Kommandeur des Sperrversuchskommandos in Kiel. In dieser Funktion wurde er am 1. April 1938 zum Konteradmiral befördert. Am 8. September 1939 starb er durch Suizid.
Ramien hinterließ zwei Kinder aus erster Ehe und seine zweite Ehefrau Lotte Ramien mit drei gemeinsamen Töchtern.

## Auszeichnungen
- Eisernes Kreuz (1914) II. und I. Klasse[1]
- Ritterkreuz des Königlichen Hausordens von Hohenzollern mit Schwertern[1]
- U-Boot-Kriegsabzeichen (1918)[1]
- Hanseatenkreuz Hamburg[1]